# Mesoleptobasis incus
Mesoleptobasis incus – gatunek ważki z rodziny łątkowatych (Coenagrionidae). Występuje w północnej części Ameryki Południowej; stwierdzony w stanie Amazonas w Brazylii i stanie Amazonas w Wenezueli.
Gatunek ten opisał Bror Yngve Sjöstedt w 1918 roku i jednocześnie utworzył dla niego rodzaj Mesoleptobasis.